# Рішення за очками
Рішення за очками (англ. Points decision) — вид суддівського рішення в деяких контактних видах спорту, таких як: бокс, кікбоксинг, муай тай, MMA тощо. На відміну від звичайних рішень, де є три судді, які узгоджують між собою, хто з бійців переміг у поєдинку, бали підраховує один рефері, рішення якого вирішує долю поєдинку.
У деяких боксерських поєдинках, особливо якщо вони санкціоновані Британською комісією з питань боксу (BBBofC) у Великій Британії, рефері відповідає за підрахунок балів (раунд за раундом), та вирішує, хто з бійців, на його думку, перемагає (і хто програє). Інколи рішення за очками може означати, що рахунок невідомий.
Одностайне рішення також іноді називають «перемогою за очками».